# Liste von Beginenkonventen
Die Liste der Beginenkonvente enthält ehemalige Beginengemeinschaften in Europa.

## Allgemeines
Die meisten Beginenhäuser gab es in Flandern, Nordfrankreich und im Rheinland. Im heutigen Deutschland sind etwa 1000 Beginenkonvente in über 670 Orten bekannt. Es gab  Beginenbewegungen auch in den Niederlanden, Italien, Spanien und Schweden,  einzelne Konvente sind aus England, Ungarn, Böhmen und dem Baltikum bekannt.

## Erhaltene Beginenhöfe und - häuser

### Belgien
In Flandern sind 26 Beginenhöfe erhalten, von denen 14 zum UNESCO-Welterbe gehören.
- Beginenhof Aarschot
- Beginenhof Antwerpen
- Beginenhof Brügge, WE
- Beginenhof Dendermonde, WE
- Beginenhof Diest, WE
- Großer Beginenhof Sint-Amandsberg, Gent, WE
- Kleiner Beginenhof ter Hoye, Gent, WE
- Alter Beginenhof Gent
- Beginenhof Hasselt
- Beginenhof Hoogstraten in Antwerpen, WE
- Beginenhof Kortrijk, WE
- Beginenhof Lier, WE
- Großer Beginenhof Löwen, WE
- Großer Beginenhof Mecheln, WE
- Beginenhof Oudenaarde
- Beginenhof Sint-Truiden, WE
- Beginenhof Tienen, WE
- Beginenhof Tongern, WE
- Beginenhof Turnhout, WE

### Deutschland
In Deutschland sind einige mittelalterliche Beginenhäuser erhalten. Diese Aufzählung ist weitgehend vollständig.
Baden-Württemberg
- Beginen-Klösterle, Buchen
- Klösterle, Bad Cannstatt, um 1464 erbaut, wahrscheinlich mit Beginenkonvent, mit Hauskapelle, einmalig in einem erhaltenen Beginenhaus
- Beginenhaus Cannstatt, Brählesgasse 12, erbaut im 16. Jahrhundert, möglicherweise noch von Beginen bewohnt
- Beginenhaus Owen
- Beginenhaus Nürtingen
- Nonnenhaus Tübingen
- Beginenhaus Bad Urach

Bayern
- Beginenhaus Kempten

Hessen
- Pfarrhaus Hermannstein

Schleswig-Holstein
- Aegidienhof Lübeck, 1301 erbaut, später überbaut
- Kranenkonvent Lübeck
- Attendorn-Konvent Lübeck, Glockengießergasse

In einigen erhaltenen Beginenhäusern  seit dem 16. Jahrhundert lebten neuzeitliche Schwesterngemeinschaften, die zwar aus Beginenkonventen hervorgegangen waren, aber wahrscheinlich nicht mehr als solche lebten (Seelhaus Ulm, St. Spiritus Havelberg, Beginenhaus Wittstock). Bei noch späteren Bauten wurden historische Bezeichnungen von Vorgängergebäuden übernommen, ohne dass diese noch als solche genutzt wurden (Stralsund).

### Frankreich
In Nordfrankreich sind ein mittelalterlicher Beginenhof, sowie mindestens zwei Beginenhäuser erhalten
- Béguinage St. Vaast et St. Nicholas in Cambrai, Beginenhof
- Béguinage Notre-Dame, Cambrai, Beginenhaus
- Béguinage des Cantuaires de Maubeuge, Beginenhaus, erbaut im 17. Jahrhundert, danach umgebaut

### Niederlande
In den Niederlanden sind drei Beginenhöfe erhalten
- Beginenhof Amsterdam
- Beginenhof Breda
- Begijnhofkapel Brielle
- Begijnhofkapel Grave
- Beginenhof Delft

## Historische Beginenkonvente

### Deutschland
Im heutigen Deutschland sind bisher etwa 1000 Beginenkonvente in über 670 Orten bekannt. Für einige Gebiete gibt es spezielle Listen.
Baden-Württemberg
Siehe bestehende Beginenhäuser
- Beginenhaus bei St. Wolfgang, Heilbronn

Bayern
- Beginenhaus Kempten
- Beginen bei der Bergkirche Hohenfeld
- Beginen bei der Heilig-Grab-Kirche, Kitzingen
- Beginen auf dem Kirchberg, Volkach

Brandenburg und Berlin
Bremen
Niedersachsen
- Beginenhaus Hannover

Nordrhein-Westfalen
- Beginenhaus Deilinghofen
- Beginenkonvent Dortmund
- Beginen in Belgern
- Beginenberg Kalkarer. Kalkar
- Beginenberg. Kranenburg bei Kleve[4]
- Schwesternhaus Mariengarten in Wesel

### Schweiz
- Konvent St. Verena Zürich

### Nordeuropa
In England ist ein Konvent in Norwich bekannt.
Auch in Dänemark und Schweden gab es Beginen, teilweise im Zusammenhang mit Birgittenklöstern.

### Südeuropa
In Italien gab es zahlreiche Frauenkonvente und einzelne Frauen, die ein Leben wie die mitteleuropäischen Beginen führten. Diese wurden je nach Region als Humiliaten in Norditalien/Lombardei, Bizzoche oder Pinzochere in Umbrien/Florenz, beghini, reclusi und ähnlich bezeichnet.
Auch in Spanien gab es Beginenkonvente.

### Ostmitteleuropa
Im Ordensland Preußen, dem Territorium des Deutschen Ordens im Baltikum, sind Beginenkonvente in Riga und Reval (Tallinn) im heutigen Lettland und Estland bezeugt.
Im Königreich Polen sind mehrere Beginenkonvente bekannt, unter anderem in der damaligen Hauptstadt Krakau.
In Böhmen gab es Beginen in Prag, in Mähren in Brno (Brünn), Jihlava, Hradec Kralové und Olomouc (Olmütz, dort domus animarum = Seelhaus).
Im Königreich Ungarn sind Beginen in der Nähe der Königsburg in Buda erwähnt worden.
Sehr wahrscheinlich gab es noch mehr Beginenkonvente in den größeren Städten Ostmitteleuropas, über die aber keine Informationen erhalten sind.